# Cartoon Network Pakisztán
A Cartoon Network Pakisztán (urduul: کارٹون نیٹ ورک پاکستان) a Cartoon Network rajzfilmadó pakisztáni adásváltozata, amely 2004. április 2-án indult el. Ma a csatorna elérhető urduul és angolul Pakisztánban, Afganisztánban, Bangladesben, Tádzsikisztánban és Iránban.

## Története
2004. április 4-én a Turner Broadcasting System elindította a Cartoon Network pakisztáni változatát, ami Pakisztánban fölváltotta az indiait. A tévéműsor nagyon hasonlított az indiaira, leszámítva a helyi reklámokat.